# Gouvy
Gouvy là một đô thị của Bỉ. Gouvy nằm ở vùng Wallonie, thuộc tỉnh Luxembourg.
Ngày 1 tháng 1 năm 2007, đô thị này có diện tích 165,11 km², dân số 4.780 người với mật độ dân số 29 người trên mỗi km².
Đô thị này được lập năm 1977 thông qua việc hợp nhất các đô thị cũ Beho, Bovigny, Cherain, Limerlé, và Montleban. Villages ở đô thị include Baclain, Bistain, Brisy, Cherapont, Cierreux, Courtil, Deiffelt, Halconreux, Halonru, Honvelez, Langlire, Lomré, Ourthe, Rettigny, Rogery, Steinbach, Sterpigny, Vaux và Wathermal. Trung tâm hành chính nằm ở Bovigny.